# Singapurische Basketballnationalmannschaft der Damen
Die singapurische Basketballnationalmannschaft der Damen ist die Auswahl singapurischer Basketballspielerinnen, welche die Basketball Association of Singapore auf internationaler Ebene, beispielsweise in Freundschaftsspielen gegen die Auswahlmannschaften anderer nationaler Verbände, aber auch bei internationalen Wettbewerben repräsentiert. Größte Erfolge waren die fünften Plätze bei den Asienmeisterschaften 1976 und 1982. Im Jahr 1954 trat der nationale Verband dem Weltverband Fédération Internationale de Basketball (FIBA) bei. Im November 2013 wurde die Mannschaft auf dem 61. Rang der Weltrangliste der Frauen geführt.

## Internationale Wettbewerbe

### Singapur bei Weltmeisterschaften
Die Mannschaft konnte sich bisher nicht für eine Weltmeisterschaft qualifizieren.

### Singapur bei Olympischen Spielen
Bisher gelang es der Mannschaft nicht, sich für die olympischen Basketballwettbewerbe zu qualifizieren.

### Singapur bei Asienmeisterschaften
Die Mannschaft kann bisher 14 Teilnahmen an Asienmeisterschaften vorweisen:
| - 1965: nicht qualifiziert - 1968: 8. Platz - 1970: 7. Platz - 1972: nicht qualifiziert - 1974: nicht qualifiziert - 1976: 5. Platz - 1978: 6. Platz - 1980: 8. Platz - 1982: 5. Platz - 1984: 6. Platz - 1986: 8. Platz - 1988: 9. Platz - 1990: 11. Platz | - 1992: nicht qualifiziert - 1994: nicht qualifiziert - 1995: nicht qualifiziert - 1997: 13. Platz - 1999: nicht qualifiziert - 2001: nicht qualifiziert - 2004: nicht qualifiziert - 2005: 12. Platz - 2007: 11. Platz - 2009: nicht qualifiziert - 2011: 11. Platz - 2013: nicht qualifiziert - 2015 |